# Віпсанія Полла
Віпсанія Полла (лат. Vipsania Polla; ? — після 12 до н. е.) — римська матрона часів ранньої Римської імперії, меценат.

## Життєпис
Походила з роду вершників Віпсаніїв. Донька Луція Віпсанія Агріппи Старшого. Вийшла заміж за Квінта Гатерія, консула-суфекта 5 року до н. е., від якого мала трьох синів. Після смерті брата Марка Віпсанія Агріппи у 12 році до н. е. розпочала будівництва портика, який отримав її ім'я. Також Полла організовувала кінні перегони в пам'ять про брата. Померла через декілька років після смерті Марка Віпсанія.
Віпсанія Полла зображена на Вівтарі миру, на його північному фризі.

## Родина
Чоловік — Квінт Гатерій
Діти:
- Квінт Гатерій Агріппа
- Секст Гатерій Агріппа
- Децим Гатерій Агріппа, консул 22 року